# Alberto Warnken
Alberto Warnken (Santiago, 1889. június 5. – Santiago, 1944. szeptember 14.) chilei nemzetközi labdarúgó-játékvezető.

## Pályafutása

### Nemzeti játékvezetés
Játékvezetésből 1927-ben Santiagóban vizsgázott. Vizsgáját követően a Santiagói Labdarúgó-szövetsége által üzemeltetett labdarúgó bajnokságokban kezdte sportszolgálatát. A Chilei Labdarúgó-szövetség (FFC) Játékvezető Bizottságának (JB) 
minősítésével1930–tól a 2. Liga, 1934-től a Primera División játékvezetője. Küldési gyakorlat szerint rendszeres partbírói szolgálatot is végzett. Működésének idején Argentína és Dél-Amerika egyik legjobb játékvezetője. Superclásicót 11 alkalommal irányíthatott. A nemzeti játékvezetéstől 1949-ben visszavonult. Több mint 400 mérkőzést vezetett.

### Nemzetközi játékvezetés
A Chilei labdarúgó-szövetség JB terjesztette fel nemzetközi játékvezetőnek, a Nemzetközi Labdarúgó-szövetség (FIFA) 1928-tól tartotta nyilván bírói keretében. A FIFA JB központi nyelvei közül a spanyolt beszélte. Több nemzetek közötti válogatott és klubmérkőzést vezetett, vagy működő társának partbíróként segített. Az aktív nemzetközi játékvezetéstől 1949-ben búcsúzott. Válogatott mérkőzéseinek száma: 31.

#### Labdarúgó-világbajnokság
Az 1930-as labdarúgó-világbajnokságon a FIFA JB játékvezetőként alkalmazta. Az első játékvezető, aki kiállított (leküldte a játéktérről) egy játékost, a perui Plácido Galindót. Az első chilei játékvezető a világbajnokságon. A kor elvárása szerint az egyes számú partbíró játékvezetői sérülésnél átvette a mérkőzés vezetését. Egy alkalommal egyes, 3 esetben 2. pozícióba kapott küldést. Világbajnokságokon vezetett mérkőzéseinek száma: 1 + 4 (partjelzés)

##### 1930-as labdarúgó-világbajnokság
Az első játékvezető, aki a világbajnokságon leküldött (kiállított) egy játékost. A vétkes a perui Plácido Galindo volt.
| Időpont          | Helyszín                    | Mérkőzés típusa              | Mérkőzés     | Eredmény | Nézők száma |
| ---------------- | --------------------------- | ---------------------------- | ------------ | -------- | ----------- |
| 1930. július 14. | Estadio Pocitos, Montevideo | csoportmérkőzés (3. csoport) | Románia–Peru | 3 – 1    | 2549        |